# Joseph Olivier
Joseph Adolphe Théophile Olivier (ur. 2 grudnia 1874 w Paryżu, zm. 21 maja 1901 w Neuilly-sur-Seine) – francuski rugbysta, olimpijczyk, zdobywca złotego medalu w turnieju rugby union na Letnich Igrzyskach Olimpijskich w 1900 roku w Paryżu, mistrz Francji w 1894 i 1895 roku.
Uczęszczał do École Albert le Grand d’Arcueil, zostając architektem krajobrazu.

## Kariera sportowa
W trakcie kariery sportowej reprezentował klub Stade Français, z którym zdobył tytuły mistrza Francji w 1894 i 1895 oraz wystąpił w finale w 1896 roku.
Ze złożoną z paryskich zawodników reprezentacją Francji zagrał w turnieju rugby union na Letnich Igrzyskach Olimpijskich 1900. Wystąpił w obu meczach tych zawodów, w których Francuzi pokonali 14 października Niemców 27:17, a dwa tygodnie później Brytyjczyków 27:8. Wygrywając oba pojedynki Francuzi zwyciężyli w turnieju, zdobywając tym samym złote medale igrzysk.